# De l'autre côté (album de Vegedream)
Pour les articles homonymes, voir De l'autre côté.
Albums de Vegedream
La Boîte de Pandore
(2022)
Singles
1. Matata (feat. Kaaris & Kerchak)
Sortie : 15 mars 2024
2. Elle veut jouer (feat. Singuila)
Sortie : 14 juin 2024
3. Jolie bébé
Sortie : 12 juillet 2024

De l'autre côté est le quatrième album studio du chanteur et rappeur français Vegedream, sorti le 12 juillet 2024 sous les labels Universal Music France et Together Publishing. Composé de 15 titres, cet opus marque un retour de l'artiste deux ans après son précédent album, La Boîte de Pandore (2022).
L'album explore des sonorités afro, R&B et soul, tout en intégrant des collaborations avec des artistes tels que Kaaris, Kerchak, Nej', Singuila, Didi B, Warren Saada et La Famillia.

## Genèse et production
Vegedream a commencé à travailler sur De l'autre côté après la sortie de La Boîte de Pandore. L'album est annoncé en 2023, avec des extraits dévoilés progressivement sur les réseaux sociaux et les plateformes de streaming. Le premier single, Matata, en collaboration avec Kaaris et Kerchak, est publié en avant-première et cumule plus de 2 millions d'écoutes sur Spotify peu après sa sortie.
L'album aborde des thèmes variés, allant de l'amour et des relations humaines à des réflexions plus profondes sur la vie et les défis personnels. Vegedream déclare que ce projet reflète une nouvelle étape de sa carrière, marquée par une maturité artistique accrue,.

## Accueil

### Classements hebdomadaires
| Classements (2024) | Meilleure position |
| ------------------ | ------------------ |
| France (SNEP)      | 55                 |

## Clips vidéo
Plusieurs titres de l'album ont bénéficié de clips vidéo, notamment :
- Matata (feat. Kaaris & Kerchak) : 29 mars 2024
- Elle veut jouer (feat. Singuila) : 14 juin 2024
- Jolie bébé : 12 juillet 2024

## Liste des pistes
| No  | Titre                                         | Auteur                     | Compositeur(s)                                      | Durée |
| --- | --------------------------------------------- | -------------------------- | --------------------------------------------------- | ----- |
| 1.  | Intro                                         | Vegedream                  | Noé Tin, Evazao, Kabongo DJ                         | 2:00  |
| 2.  | Choisis-moi (feat. Warren Saada)              | Vegedream                  | Warren Saada, Fabio Dms Yirfah, Alex Marley, Nawfel | 3:15  |
| 3.  | Faut être précis                              | Vegedream, Yanslo          | Evazao, Kabongo DJ                                  | 3:15  |
| 4.  | Baby Mama                                     | Vegedream                  | Warren Saada, Nykaj                                 | 3:09  |
| 5.  | Jolie bébé                                    | Vegedream                  | Evazao, Kabongo DJ                                  | 2:34  |
| 6.  | Daddy                                         | Vegedream                  | Evazao, Kabongo DJ                                  | 2:44  |
| 7.  | Personne d'autre (feat. Nej')                 | Vegedream, Nej'            | Evazao, Kabongo DJ, Mona, Nordine                   | 2:56  |
| 8.  | Femme brisée                                  | Vegedream                  | Evazao, Kabongo DJ                                  | 3:57  |
| 9.  | Y'a pas de galère (feat. Didi B)              | Vegedream, Didi B, Yanslo  | Evazao, Kabongo DJ                                  | 2:49  |
| 10. | Toi et moi contre eux                         | Vegedream                  | Evazao, Kabongo DJ                                  | 2:44  |
| 11. | Option                                        | Vegedream                  | Evazao, Kabongo DJ, Heaven Sam                      | 2:44  |
| 12. | Elle veut jouer (feat. Singuila)              | Vegedream, Singuila        | Evazao, Kaobongo DJ, Heaven Sam                     | 2:55  |
| 13. | Stamina (feat. Miss La Famillia)              | Vegedream, Miss Lafamilia  | Evenezer Fabiyi                                     | 2:19  |
| 14. | Mon amour                                     | Vegedream                  | Kabongo DJ, Evazao, Heaven Sam                      | 3:10  |
| 15. | Matata (Bonus Track) (feat. Kerchak & Kaaris) | Vegedream, Kaaris, Kerchak | Noxious, ARTY                                       | 3:27  |